# Bouchard II de Vendôme
Pour les articles homonymes, voir Bouchard de Vendôme.
 (mai 2022).
Bouchard II de Nevers, dit le Chauve, comte de Vendôme (1023-1028), fils de Bodon de Nevers et d'Adèle de Vendôme-Anjou.
Encore mineur à son accession au comté, il fut sous la tutelle de son grand-père comte de Vendôme. 
Lorsque Bouchard II récupère le comté de Vendôme à sa majorité, il cherche à reconstituer l'honor comtal grâce aux hommes qui avaient connus son oncle, notamment les secrétaires et forestiers, pour ainsi récupérer les biens distribuer par Foulques Nerra.
Il meurt à la sortie de l'adolescence au cours d'un pèlerinage.